# Svea Holst
Svea Margareta Vilhelmina Holst Widén, född 20 april 1901 i Björskogs församling, Västmanlands län, död 28 april 1996 i Gustav Vasa församling i Stockholm, var en svensk skådespelare.
Holst var gift med Ivar Widén (1908–1990) från 1938 till hans död 1990. De är gravsatta i minneslunden på Norra begravningsplatsen utanför Stockholm.

## Filmografi i urval
- 1923 – Norrtullsligan
- 1939 – Rena rama sanningen
- 1939 – Frun tillhanda
- 1944 – Vår Herre luggar Johansson
- 1945 – 13 stolar
- 1946 – Försök inte med mej
- 1946 – Kristin kommenderar
- 1946 – Kris
- 1947 – Får jag lov, magistern!
- 1947 – Skepp till Indialand
- 1947 – Tösen från Stormyrtorpet
- 1947 – Rallare
- 1948 – Lilla Märta kommer tillbaka
- 1948 – Janne Vängmans bravader
- 1948 – Banketten
- 1948 – Musik i mörker
- 1949 – Janne Vängman på nya äventyr
- 1949 – Gatan
- 1949 – Havets son
- 1949 – Bara en mor
- 1950 – Flicka och hyacinter
- 1950 – Kastrullresan
- 1950 – Den vita katten
- 1950 – Pimpernel Svensson
- 1951 – Fröken Julie
- 1952 – Janne Vängman i farten
- 1952 – Ubåt 39
- 1953 – Ursula – flickan i finnskogarna
- 1953 – Åsa-Nisse på semester
- 1953 – Vägen till Klockrike
- 1953 – Dumbom
- 1954 – Skrattbomben
- 1954 – Storm över Tjurö
- 1954 – Café Lunchrasten
- 1954 – Taxi 13
- 1955 – Mord, lilla vän
- 1955 – Ljuset från Lund
- 1955 – Sommarnattens leende
- 1955 – Enhörningen
- 1956 – Pettersson i Annorlunda
- 1956 – Tarps Elin
- 1956 – Skorpan
- 1956 – Lille Fridolf och jag
- 1958 – Bock i örtagård
- 1958 – Flottans överman
- 1959 – Lejon på stan
- 1959 – Bara en kypare
- 1960 – På en bänk i en park
- 1961 – Stöten
- 1961 – Pärlemor
- 1963 – Tre dar i buren
- 1963 – Sten Stensson kommer tillbaka
- 1969 – En passion
- 1976 – På palmblad och rosor (TV)
- 1977 – Elvis! Elvis!
- 1977 – Tjejerna gör uppror (TV-serie)
- 1978 – Bevisbördan (TV-serie)
- 1981 – Rasmus på luffen
- 1981 – Sally och friheten
- 1982 – Fanny och Alexander
- 1983 – Två killar och en tjej
- 1984 – Splittring
- 1984 – Taxibilder (TV-serie)
- 1984 – Annika – en kärlekshistoria (TV-serie)
- 1986 – I lagens namn
- 1987 – Inte hemma
- 1988 – Stoft och skugga (TV-serie)
- 1988 – Guld!

## Teater

### Roller
| År   | Roll                          | Produktion                                                                                  | Regi             | Teater                   |
| ---- | ----------------------------- | ------------------------------------------------------------------------------------------- | ---------------- | ------------------------ |
| 1921 |                               | Flickan från bakgatan Anders Asping                                                         |                  | Nils Funkqvists sällskap |
| 1921 |                               | Hönsgården Manne Göthson                                                                    |                  | Nils Funkqvists sällskap |
| 1923 | Kalle Trång                   | 33,333 Algot Sandberg                                                                       | Leopold Edin     | Lilla Folkteatern        |
| 1923 | Greta                         | Kusin Teodor (Die Goldgrube) Carl Laufs och Wilhelm Jacoby                                  | John Norrman     | Lilla Folkteatern        |
| 1923 | Dagny                         | Som medlem av familjen Emil Gade                                                            | John Norrman     | Lilla Folkteatern        |
| 1923 | Fru Österblom                 | Blidökungen George Sylwan                                                                   | John Norrman     | Lilla Folkteatern        |
| 1924 | Karin                         | När Svält-Jerker skulle skaffa sig arvinge Kristoffer Klemens                               | John Norrman     | Lilla Folkteatern        |
| 1925 |                               | En sjöman kommer hem Ragnar Holmström                                                       | John Norrman     | Lilla Folkteatern        |
| 1925 | Pigan                         | Kärlek och hönseri Felix Körling                                                            |                  | Lilla Folkteatern        |
| 1925 | Hildi Ziesalong               | Röda Molly Franz Cornelius                                                                  | Eric Malmberg    | Lilla Folkteatern        |
| 1926 | Lillie Wigertz                | Ungkarlsflickan Eric Sundelius                                                              | Eric Malmberg    | Lilla Folkteatern        |
| 1926 | Signe Möller                  | Flickan från varuhuset V. Malmstrup och Jens Waage                                          | Eric Malmberg    | Lilla Folkteatern        |
| 1926 | Mamsell Bertelsen             | Baldevins bröllop (Baldevins bryllup) Vilhelm Krag                                          | John Norrman     | Lilla Folkteatern        |
| 1926 | Elna Pilblad                  | AB Udda varor Eric Sundelius                                                                | John Norrman     | Lilla Folkteatern        |
| 1926 | Mattis Fröken Berger          | Potifars hustru Herman Iseborg                                                              | John Norrman     | Lilla Folkteatern        |
| 1926 | Sanna, Pers piga              | Per Olsson och hans käring Gustaf af Geijerstam                                             | John Norrman     | Lilla Folkteatern        |
| 1926 | Inger                         | Miljonär för en dag Fredrik Lindholm                                                        | John Norrman     | Lilla Folkteatern        |
| 1927 | Hotellstäderskan              | Doktorn på nr 18 Vilhelm Moberg                                                             | John Norrman     | Lilla Folkteatern        |
| 1927 | Agda                          | Klentrogne Thomas (Der ungläubige Thomas) Carl Laufs och Wilhelm Jacoby                     | Elsa Norrman     | Lilla Folkteatern        |
| 1927 |                               | Storkens vikarie (Baby Mine) Margaret Mayo                                                  | Hugo Bolander    | Lilla Folkteatern        |
| 1927 |                               | Kärlek i alla knutar Siegfried och Arthur Fischer                                           | Carl Nilsson     | Söders friluftsteater    |
| 1927 |                               | Paradiset Anders Asping                                                                     |                  | Lilla Folkteatern        |
| 1927 | Beda Vestberg                 | Vackra Ville Hans Brask                                                                     | Gustaf Edgren    | Lilla Folkteatern        |
| 1928 | Thyra Ehn, filosofie kandidat | Silkesstrumpan Algot Sandberg                                                               | John Norrman     | Lilla Folkteatern        |
| 1928 |                               | Kärlek i alla knutar Siegfried och Arthur Fischer                                           | Carl Nilsson     | Söders friluftsteater    |
| 1928 |                               | Din eller min Anders Boman                                                                  |                  | Söders friluftsteater    |
| 1932 | Florence Hanley               | Boxare (Is Zat So) James Gleason och Richard Taber                                          | Oscar Lund       | Folkteatern              |
| 1935 | Helen Hamilton                | Sådant händer i de bästa familjer (In the Best of Families) Anita Hart och Maurice Braddell | Hugo Bolander    | Lilla Teatern            |
| 1937 | Florence Hanley               | Ringdans, eller Kärlek i tungvikt (Is Zat So) James Gleason och Richard Taber               |                  | Odeonteatern, Stockholm  |
| 1951 | Fru de Léré                   | Clérambard Marcel Aymé                                                                      | Per-Axel Branner | Nya teatern              |